# Return on investment
Il return on investment (ROI) o ritorno sull'investimento o indice di redditività del capitale investito è un indice di bilancio che indica la redditività e l'efficienza economica della gestione caratteristica a prescindere dalle fonti utilizzate: esprime, cioè, quanto rende il capitale investito in quell'azienda.
{\displaystyle {\mbox{ROI}}={\frac {\mbox{risultato operativo}}{\mbox{Capitale investito netto}}}}
dove per risultato operativo si intende il risultato economico della sola gestione caratteristica, mentre per capitale investito netto operativo si intende il totale degli impieghi caratteristici al netto degli ammortamenti e degli accantonamenti, ossia l'Attivo Totale Netto meno gli Investimenti Extracaratteristici (investimenti non direttamente afferenti all'attività aziendale, ad esempio immobili civili). In sintesi, si tratta di un rapporto tra il risultato operativo globale dell'azienda e il capitale (calcolato in media) investito nell'esercizio economico, nel corso di uno stesso anno d'esercizio.

## Descrizione
I maggiori difetti di tale indice sono:
- il ROI aumenta con il semplice susseguirsi degli esercizi. Ciò perché l'ammortamento cresce di anno in anno riducendo la base contabile; anche se ci si aspetta che l'azienda ponga in essere Capex necessari a reintegrare l'obsolescenza fisiologica degli asset.
- al denominatore abbiamo un fondo, mentre al numeratore c'è un flusso: per rendere le due componenti omogenee è consigliabile utilizzare la semisomma del capitale investito all'inizio del periodo considerato e quello alla fine.

Per poter giudicare questo indice bisogna confrontarlo con il costo medio del denaro: se il ROI è inferiore al tasso medio di interesse sui prestiti (il debito), la remunerazione del capitale di terzi farebbe diminuire il Return on equity (ROE), si avrebbe cioè una leva finanziaria negativa: farsi prestare capitali porterebbe a peggiorare i conti dell'azienda. Viceversa, se il ROI dell'azienda è maggiore del costo del denaro preso a prestito (il debito), farsi prestare denaro e usarlo nell'attività produttiva porterebbe ad aumentare i profitti e migliorare i conti.
L'analisi del ROI può essere ulteriormente approfondita scomponendo l'indice nei seguenti fattori:
{\displaystyle {\mbox{ROI}}={\frac {\mbox{risultato operativo}}{\mbox{ricavi delle vendite}}}\times {\frac {\mbox{ricavi delle vendite}}{\mbox{capitale investito}}}={\mbox{ROS}}\times {\mbox{ROT}}}
dove il ROS è il return on sales, mentre il ROT è il tasso di rotazione del capitale investito.
Tale scomposizione del ROI nelle sue determinanti fondamentali, consente di valutare se le variazioni di tale indice sono dovute ad una modificazione del tasso di redditività sul venduto (ROS) o se si è modificato il tasso di rotazione del capitale investito (ROT).
Dunque, in definitiva, il ROI consente di misurare il ritorno finanziario dell'attività tipica dell'impresa.
{\displaystyle {\mbox{ROI}}={\mbox{Turnover}}\times {\mbox{ROS}}}
{\displaystyle {\mbox{Turnover}}={\frac {\mbox{Vendite}}{\mbox{Capitale investito}}}}
{\displaystyle {\mbox{Capitale investito}}={\mbox{Capitale circolante}}+{\mbox{Capitale fisso}}}
{\displaystyle {\mbox{Capitale circolante}}={\mbox{Scorte}}+{\mbox{Crediti}}+{\mbox{Cassa}}}
{\displaystyle {\mbox{ROS}}={\frac {\mbox{Reddito operativo}}{\mbox{Vendite}}}}
{\displaystyle {\mbox{Reddito operativo}}={\mbox{Vendite}}-{\mbox{Costi totali}}}
{\displaystyle {\mbox{Costi totali}}={\mbox{Costi di acquisto}}+{\mbox{Altri costi}}}